# Lluís de Battenberg
Lluís de Battenberg, marquès de Milford-Haven (Louis Alexander of Battenberg) (Graz 1854 - Londres 1921). Príncep de Battenberg amb el tractament d'altesa sereníssima que a partir de l'any 1917 fou conegut amb el títol anglès de marquès de Milford-Haven.
Nascut a la ciutat austríaca de Graz el dia 24 de maig de l'any 1854 sent fill del príncep Alexandre de Hessen-Darmstadt i de la comtessa polonesa Júlia von Hauke. Lluís era net per via paterna del gran duc Lluís II de Hessen-Darmstadt i de la princesa Guillermina de Baden. Per via materna provenia d'una família de la petita aristocràcia polonesa d'origen alemany.
El dia 24 d'abril de l'any 1884 es casà a Darmstadt amb la princesa Victòria de Hessen-Darmstadt, filla del gran duc Lluís IV de Hessen-Darmstadt i de la princesa Alícia del Regne Unit. A la cerimònia hi assistí la reina Victòria I del Regne Unit, àvia materna de la núvia.
La parella s'instal·là a Londres i tingueren quatre fills:
- SAS la princesa Alícia de Battenberg, nascuda a Londres el 1885 i morta a la mateixa ciutat el 1969. Es casà amb el príncep Andreu de Grècia.

- SAS la princesa Lluïsa de Battenberg, nascuda a Londres el 1889 i morta a Estocolm el 1965. Es casà amb el rei Gustau VI Adolf de Suècia.

- SAS el príncep Jordi de Battenberg, marquès de Milford-Haven, nat a Londres el 1892 i mort el 1938. Es casà amb la comtessa Nadejda de Torby.

- SAS el príncep Lluís de Battenberg, comte Mountbatten de Birmània, nat el 1900 a Londres i assassinat per l'IRA a les costes de l'Ulster el 1979. Es casà amb Lady Edwina Ashley.

Influenciat per la seva cosina política, la princesa Alícia del Regne Unit, el príncep Lluís ingressà a la Marina britànica l'any 1868 després de naturalitzar-se anglès. Començà la seva carrera naval al Royal Albert i tot i les seves connexions amb la família reial anglesa no es mostrà cap favoritisme cap al príncep de Battenberg.
L'any 1876, el príncep Lluís serví en el vaixell que portà al príncep de Gal·les cap a l'Índia amb la missió de protegir la vida del príncep. L'any 1882 va servir, com a lloctinent, a la Marina britànica encarregada d'intervenir en la vida política egípcia; per aquest fet rebé la Medalla Egípcia i l'Estrella Kediv de Bronze.
El mes de setembre de l'any 1883, la reina Victòria el nomenà lloctinent de la seva pròpia embarcació, el iot Victòria i Albert. Dos anys després fou promocionat a la categoria de comandant. L'any 1891 fou elevat a la categoria de capità i esdevingué ajuda de camp de la reina. Tot i aquesta brillant carrera, la reina Victòria sentia que el príncep era discriminat per la seva condició de membre de la Família Reial i per això vigilà de prop la carrera del príncep per tal d'assegurar-li una brillant posició a l'exèrcit.
L'any 1910 fou elevat a la categoria de vicealmirall i l'any 1912 a la d'almirall. Durant aquests anys serví com a director de la Intel·ligència Naval (1902 - 1905), comandant en cap de la Flota atlàntica (1908 - 1911) i comandant de la tercera i la quarta divisió de la Flota britànica (1911). L'any 1911 fou nomenat Segon Lord del Mar.
El 9 de desembre de l'any 1912 fou nomenat Primer Lord del Mar. Però, arran de l'esclat de la Primera Guerra Mundial, la seva condició d'alemany amb un títol del Gran Ducat de Hessen-Darmstadt li ocasionà nombrosos problemes i feu que el Primer Ministre el destituís del càrrec de Primer Lord del Mar.
Durant la Primera Guerra Mundial el sentiment antialemany cresqué moltíssim a Anglaterra. Els ciutadans alemanys eren acusats de traïdors i es vivia una autèntica fòbia contra tot allò que tenia origen alemany i se suposava proalemany. Així, l'any 1917, el rei Jordi V del Regne Unit decidí canviar el nom de la dinastia reial, els Saxònia-Coburg Gotha s'anomenarien Windsor i aquest canvi també es produí per tots aquells membres de la Família Reial britànica que tenien cognoms alemanys. El rei obligà a tots els membres alemanys de la família reial a substituir els seus títols nobiliaris per nous títols d'origen anglès i els seus cognoms per nous cognoms anglesos. Així, els Battenberg passaren a ser Mountbatten i el títol de príncep de Battenberg fou substituït pel de marquès de Milford-Haven.
El príncep Lluís morí l'any 1921 a Londres. El mateix 1921 naixia a l'illa grega de Corfú un net seu, el príncep Felip de Grècia, que l'any 1947 contrauria matrimoni a Londres amb la reina Elisabet II del Regne Unit.